# 亚历山大·别德诺夫

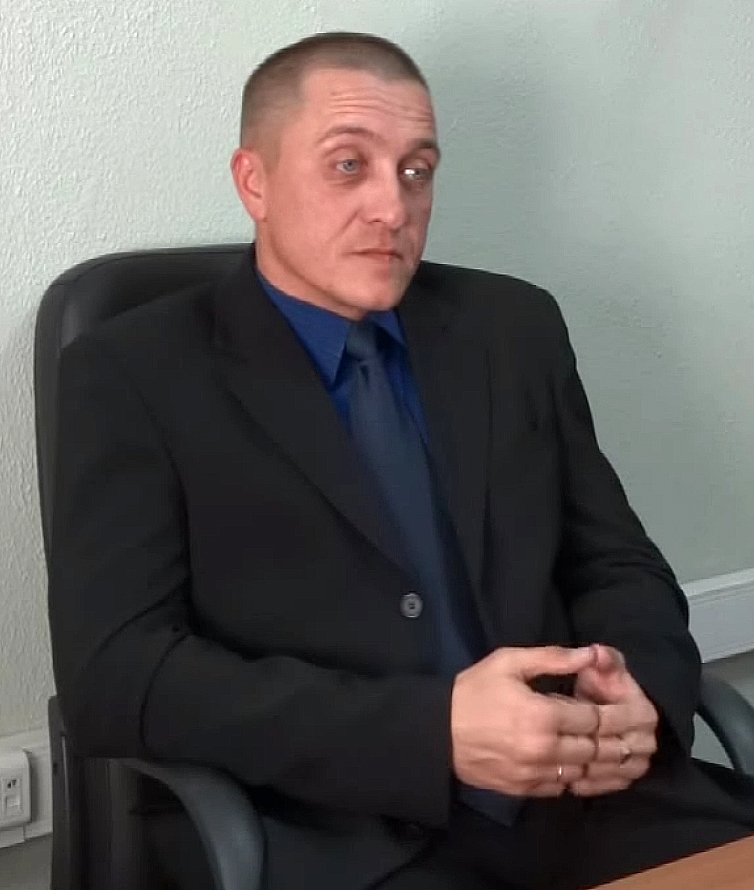
别德诺夫

亚历山大·亚历山德罗维奇·别德诺夫（羅馬化：Aleksandr Aleksandrovich Bednov；1969年8月29日—2015年1月1日），前蘇聯和烏克蘭民兵軍官，生前曾于2014年8月20日至8月26日期间短暂担任卢甘斯克人民共和国国防部长。他是頓巴斯親俄武裝「蝙蝠俠快速反應小組」的領導人。2015年1月1日在盧甘斯克被暗殺。